# Сабля Наполеона

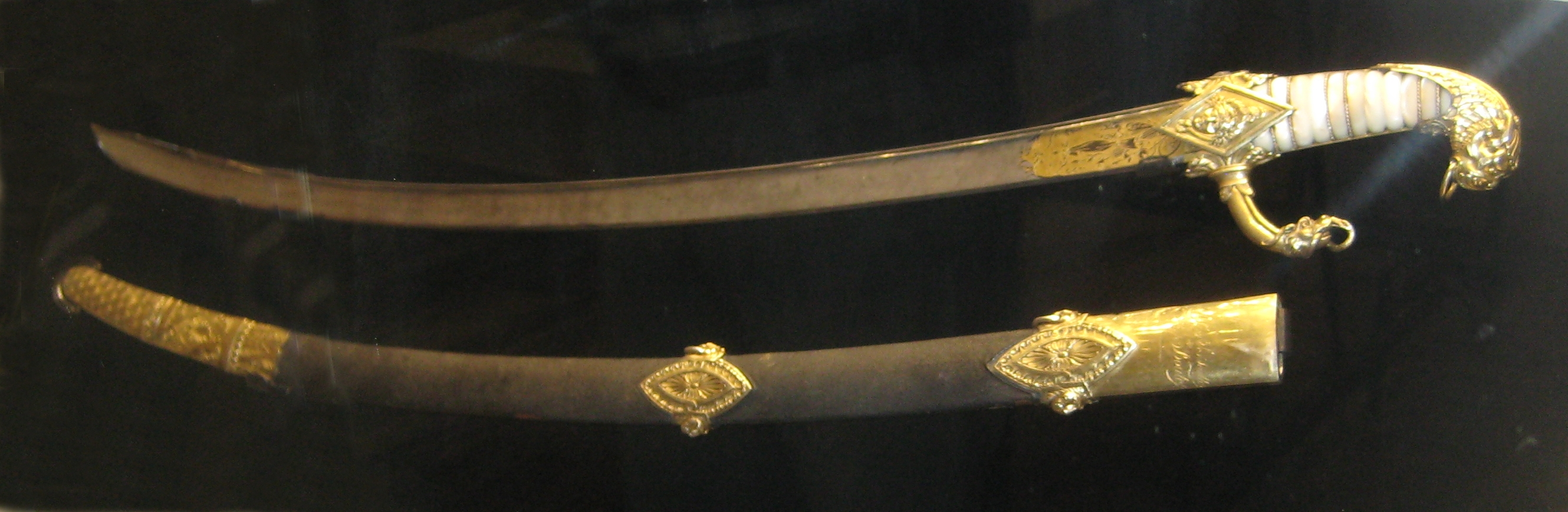

Сабля Наполеона — холодное оружие, принадлежавшее императору Франции Наполеону Бонапарту, которое ныне экспонируется в коллекции Государственного исторического музея в Москве.
Клинок сабли выкован в конце XVIII века на мануфактуре Коло, а эфес, ножны и общая монтировка выполнены на Версальской оружейной мануфактуре знаменитым мастером Н. Буте. Роскошная сабля была подарена Наполеону в конце 1799 года «за Египетский поход». На булатном клинке выкована надпись: «Н. Бонапарт. Первый консул республики французов» («N. Bonaparte premier consul de la Republique Francuise»).
6 апреля 1814 года в Фонтенбло Наполеон подписал своё отречение от престола и вскоре был отправлен на остров Эльба. В эскорте, сопровождавшем Наполеона в порт, среди эмиссаров стран-победительниц представителем от России был первый адъютант Александра I, граф П. А. Шувалов.
Гвардия и конный конвой лишь в начале пути сопровождали Наполеона.
По прибытии в Авиньон кортеж окружила разъярённая толпа, которая с криками: «Долой тирана! Долой разбойника!» забросала карету булыжниками.
В Оргоне крестьяне вновь окружили экипаж, десятки рук пытались вытащить Наполеона из кареты и разорвать в клочья. Одним из первых на помощь бывшему императору пришел Шувалов. Он протиснулся сквозь беснующуюся толпу и грудью прикрыл Наполеона. Решительный вид русского офицера немного образумил людей. Тем временем ямщики заложили лошадей, и кортеж спешно покинул деревню.
Испуганный император, уже не полагаясь на защиту союзных эмиссаров, переоделся в простую синюю блузу, оседлал одну из почтовых лошадей и поскакал впёред.
Было решено, что он будет выдавать себя за полковника Кэмпбелла, а костюм Наполеона надел адъютант графа Шувалова.
В порту Шувалов поднялся на борт фрегата «Неукротимый», чтобы проститься с Наполеоном. Поблагодарив графа за помощь, Бонапарт просил его передать Александру I свою искреннюю признательность. По-видимому, на корабле Наполеон в знак благодарности вручил Шувалову свою саблю.